# IT (formato de archivo)
.IT es un formato de fichero para música tracker usado originariamente por el programa Impulse Tracker y su creador es Jeffrey Lim, ampliando las características de sus predecesores S3M o MOD. Desde sus orígenes y según evolucionaba el programa Impulse Tracker el formato se ha ido ampliando y mejorando.
Entre sus características se encuentra:
- Soporte de hasta 200 líneas por patrón
- 99 muestras de sonidos y 99 instrumentos diferentes
- Compresión interna en el archivo.

Además de otra serie de configuraciones y efectos de la canción guardada; incluyendo también las propiedades propias de los formatos de instrumentos y muestras de sonido que contiene.
Posteriormente tras ser abandonado el desarrollo de Impulse Tracker por parte de Jeffrey Lim, el formato ha sido ampliado de forma no oficial por los programadores de ModPlug Tracker y sucesores pudiéndose guardar muestras de sonido en estéreo o el uso de efectos VST.